# Li Jianming
Li Jianming (李鑒明S, Lǐ JiànmíngP; 5 settembre 1957) è un ex pallanuotista cinese, che ha partecipato alle Olimpiadi estive di Los Angeles 1984.
Ha vinto due ori ai Giochi Asiatici, nel 1978 e 1982, sempre nella pallanuoto.